# Двенадцатая ночь (фильм, 1955)
«Двенадцатая ночь» — советский художественный полнометражный цветной фильм, поставленный на киностудии «Ленфильм» в 1955 году режиссёром Яном Фридом по одноимённой пьесе Уильяма Шекспира. Эта картина является первой советской экранизацией Шекспира.
Премьера фильма в СССР состоялась 21 ноября 1955 года.
Он стал одним из лидеров проката 1955 года (7-е место) — 29,78 млн зрителей.

## Сюжет
Во время шторма на море корабль терпит крушение, и стихия  разлучает двойняшек  Виолу и Себастьяна. Девушка попадает в страну Иллирию, позже туда же прибывает и её брат. Виола, встретив герцога Орсино, влюбляется в него; чтобы быть ближе к возлюбленному, она, переодевшись в мужское платье, поступает к нему на службу под именем Цезарио. Орсино, влюблённый в красавицу Оливию, отправляет к ней «Цезарио», чтобы его юный «товарищ» поведал Оливии о любви Орсино. Но Оливия с первого взгляда влюбляется в «Цезарио».
В доме Оливии проживает развесёлая компания: её дядя сэр Тоби, слуги Мария и Фабиан, шут Фесте. Эти четверо развлекаются, как могут. Одной из их жертв является гостящий в доме рыцарь Эндрю Эгьючийк. Объектом злой шутки стал и спесивый Мальволио, дворецкий Оливии.
В итоге, после ряда комических, а подчас и драматических ситуаций, когда Себастьяна принимают за Виолу и наоборот, разлучённые брат и сестра вновь оказываются вместе. Недоразумения разрешаются. Себастьян находит своё счастье в браке с Оливией, а Орсино понимает, что девушка, к которой он испытывает подлинные чувства, — вовсе не Оливия, а Виола.

## В ролях
- Клара Лучко — Себастьян / Виола, брат и сестра, близнецы
- Алла Ларионова — графиня Оливия
- Вадим Медведев — Орсино, герцог Иллирийский
- Михаил Яншин — сэр Тоби Белч, дядя Оливии
- Георгий Вицин — сэр Эндрю Эгьючийк
- Василий Меркурьев — Мальволио, дворецкий
- Бруно Фрейндлих — Фесте, шут
- Анна Лисянская — Мария, камеристка
- Сергей Филиппов — Фабиан, слуга
- Сергей Лукьянов — Антонио, капитан корабля, друг Себастьяна
- Александр Антонов — капитан корабля, друг Виолы

## Съёмочная группа
- Сценарная разработка и постановка — Ян Фрид
- Режиссёр — Александр Абрамов
- Главный оператор — Евгений Шапиро
- Композитор — Алексей Животов
- Консультанты — Александр Аникст, Иван Кох[3], Леонид Тарасюк[4]

## Видео
В 1990-е годы фильм выпущен на видеокассетах «Студией 48 часов».